# Hannu Ollila
Hannu Ollila (19 juni 1962) is een voormalig profvoetballer uit Finland, die speelde als verdediger gedurende zijn carrière. Hij beëindigde zijn actieve loopbaan in 1991 bij de Finse club RoPS Rovaniemi, waar hij acht seizoenen onder contract stond.

## Interlandcarrière
Ollila kwam in 1990 in totaal drie keer (nul doelpunten) uit voor de nationale ploeg van Finland. Onder leiding van bondscoach Jukka Vakkila maakte hij zijn debuut op 12 februari 1990 in de vriendschappelijke uitwedstrijd tegen de Verenigde Arabische Emiraten (1-1) in Dubai, net als aanvaller Niclas Grönholm.

## Erelijst
RoPS Rovaniemi
- Beker van Finland

1986